# Jón Jacobsen
Jón Rói Jacobsen (Tórshavn, 7 aprile 1983) è un ex calciatore faroese, di ruolo difensore.

## Carriera
Ritenuto uno dei più promettenti talenti calcistici delle Fær Øer, Jacobsen iniziò la sua carriera come attaccante per l'HB Torshavn, segnando 12 gol nella stagione di campionato 2002 e finendo, in quella stagione, al terzo posto nella classifica dei marcatori. La sua versatilità gli dette la possibilità di giocare nel campionato danese, prima per il Brøndby IF e dopo per il BK Frem, per passare nel 2006 all'AaB Aalborg. Nel luglio 2008 tornò al BK Frem.